# Surabaya
Surabaya, chiamata Soerabaja sotto la dominazione olandese, è la seconda città dell'Indonesia e il capoluogo della provincia di Giava Orientale. Ha una popolazione di 2.909.257 abitanti, ma ha un'area metropolitana stimata attorno ai 5.000.000 abitanti.
È una città portuale, sulla foce del fiume Mas, affacciata sullo stretto di Madura.

## Storia
Il nome è legato alla leggenda secondo cui, lungo le sue coste, uno squalo (sura) e un coccodrillo (baya) si scontrarono; proprio dalla loro lotta nacque la città. L'incontro venne vinto dal coccodrillo che poté approdare sulla terraferma, mentre lo squalo rimase costretto a vivere negli abissi. Di questa lotta si ha testimonianza nel simbolo della città che rappresenta appunto i due animali.

## Economia
I commerci principali riguardano zucchero, tabacco e caffè. Vi sono grandi cantieri navali e scuole specializzate in cantieristica. Il ponte Suramadu, il più lungo dell'Indonesia (5,4 km), inaugurato nel giugno 2009, collega la città all'isola di Madura. A Surabaya c'è l'unica sinagoga di tutta l'Indonesia, inattiva a causa dell'estrema esiguità della comunità ebraica, ridotta a poche decine di unità. Surabaya è anche un'importante base navale militare e dispone di un aeroporto internazionale, l'Aeroporto Internazionale Juanda.

## Amministrazione

### Gemellaggi
Surabaya è gemellata con le seguenti città:
- Seattle, dal 1992
- Marsiglia
- Kōchi
- Mashhad

## Sport

### Calcio
La città è rappresentata nel campionato indonesiano di calcio dal Persatuan Sepakbola Surabaya.